# 泳熏國際中學校
泳熏國際中學校是位於大韩民国首爾特別市江北區的中學校。
學校包含7至9共三個年級，每個年級招收160名學生，所有的學生均是從各個初等學校報考的畢業生中錄取頭2名入學。學校共有22名韓國教師，15名外籍教師。2011年在任校長郭相瓊、教導主任金榮起。
開設有雙語課程（數學、科學、社會科學），英語課程（英語、國際學習），韓語類（韓語，物理，音樂，藝術等）二外。學校為了強化學生的語言學習，也與國外的學校有交流活動。

## 學校歷史
- 1965年3月27日：成立泳熏學院
- 1969年1月15日：Kim Young-hoon就任第一任校長
- 1969年1月15日：泳熏女子中學校成立
- 1969年1月15日：泳熏女子中學校開學
- 1970年2月12日：學校名稱為泳熏中學校（男女同校）
- 1972年1月15日：泳熏中學校第一次畢業
- 2008年10月31日：指定為國際特性化中學校
- 2009年3月2日：泳熏國際中學校一年級入學
- 2011年2月22日：學校更名為“泳熏國際中學校”
- 2011年3月1日：第一任校長郭相慶就職